# Правиздомини
Правиздо̀мини (на италиански и на венециански: Pravisdomini) е малко градче и община в Северна Италия, провинция Порденоне, автономен регион Фриули-Венеция Джулия. Разположено е на 10 m надморска височина. Населението на общината е 3523 души (към 2010 г.).